# Alan Kippax
Alan Falconer Kippax est un joueur de cricket international australien né le 25 mai 1897 à Paddington et décédé le 5 septembre 1972 à Bellevue Hill en Nouvelle-Galles du Sud. Batteur au sein de l'équipe de Nouvelle-Galles du Sud, il est sélectionné vingt-deux fois en Test cricket avec l'équipe d'Australie entre 1925 et 1934.

## Biographie
Alan Falconer Kippax est le troisième fils d'Arthur et Sophie Kippax. Il naît le 25 mai 1897 dans une banlieue de Sydney. Il débute à 14 ans avec le Waverley District Cricket Club. Il fait ses débuts en first-class cricket en décembre 1918 avec la équipe de Nouvelle-Galles du Sud, la saison où les compétitions de cricket, interrompues par la Première Guerre mondiale, reprennent. Il joue toutefois rarement avec l'équipe de l'état jusqu'à la saison 1922–1923. Il marque cette saison-là 491 runs dans le Sheffield Shield et en a la meilleure moyenne à la batte, 98,20.
Il fait ses débuts internationaux en Test cricket avec l'équipe d'Australie en février 1925 en même temps que Clarrie Grimmett, dans le cinquième et dernier match des Ashes, contre l'équipe d'Angleterre.

## Bilan sportif

### Principales équipes
|                        | First-class cricket |
| ---------------------- | ------------------- |
| Nouvelle-Galles du Sud | 1918-19 - 1935-36   |